# La Forie
La Forie est une commune française, située dans le département du Puy-de-Dôme en région Auvergne-Rhône-Alpes.

## Géographie

### Localisation

#### Lieux-dits et écarts
Aura, la Boule (à cheval sur la commune d'Ambert), le Bourg, les Breix, la Cartonnie, le Château, Layre, le Mey, le Monteillet, le Prat, Pré de Job, la Tranchecotie, la Piroi. Le Cros Montgolfier
| Job    | Job      | Valcivières |
|        | La Forie |             |
| Ambert | Ambert   | Ambert      |

### Climat
Pour des articles plus généraux, voir Climat d'Auvergne-Rhône-Alpes et Climat du Puy-de-Dôme.
En 2010, le climat de la commune est de type climat des marges montargnardes, selon une étude du Centre national de la recherche scientifique s'appuyant sur une série de données couvrant la période 1971-2000. En 2020, Météo-France publie une typologie des climats de la France métropolitaine dans laquelle la commune est exposée à un climat de montagne ou de marges de montagne et est dans la région climatique  Nord-est du Massif Central, caractérisée par une pluviométrie annuelle de 800 à 1 200 mm, bien répartie dans l’année. 
Pour la période 1971-2000, la température annuelle moyenne est de 9,9 °C, avec une amplitude thermique annuelle de 16,7 °C. Le cumul annuel moyen de précipitations est de 1 089 mm, avec 11 jours de précipitations en janvier et 8 jours en juillet. Pour la période 1991-2020, la température moyenne annuelle observée sur la station météorologique de Météo-France la plus proche, « Ambert », sur la commune d'Ambert à 5 km à vol d'oiseau, est de 10,1 °C et le cumul annuel moyen de précipitations est de 860,2 mm,. Pour l'avenir, les paramètres climatiques de la commune estimés pour 2050 selon différents scénarios d'émission de gaz à effet de serre sont consultables sur un site dédié publié par Météo-France en novembre 2022.

## Urbanisme

### Typologie
Au 1er janvier 2024, La Forie est catégorisée commune rurale à habitat dispersé, selon la nouvelle grille communale de densité à sept niveaux définie par l'Insee en 2022.
Elle appartient à l'unité urbaine d'Ambert, une agglomération intra-départementale regroupant trois  communes, dont elle est une commune de la banlieue,,. Par ailleurs la commune fait partie de l'aire d'attraction d'Ambert, dont elle est une commune de la couronne,. Cette aire, qui regroupe 29 communes, est catégorisée dans les aires de moins de 50 000 habitants,.

### Occupation des sols
L'occupation des sols de la commune, telle qu'elle ressort de la base de données européenne d’occupation biophysique des sols Corine Land Cover (CLC), est marquée par l'importance des territoires agricoles (64,4 % en 2018), en diminution par rapport à 1990 (67,3 %). La répartition détaillée en 2018 est la suivante : prairies (64,4 %), forêts (22,7 %), zones urbanisées (12,9 %). L'évolution de l’occupation des sols de la commune et de ses infrastructures peut être observée sur les différentes représentations cartographiques du territoire : la carte de Cassini (XVIIIe siècle), la carte d'état-major (1820-1866) et les cartes ou photos aériennes de l'IGN pour la période actuelle (1950 à aujourd'hui).

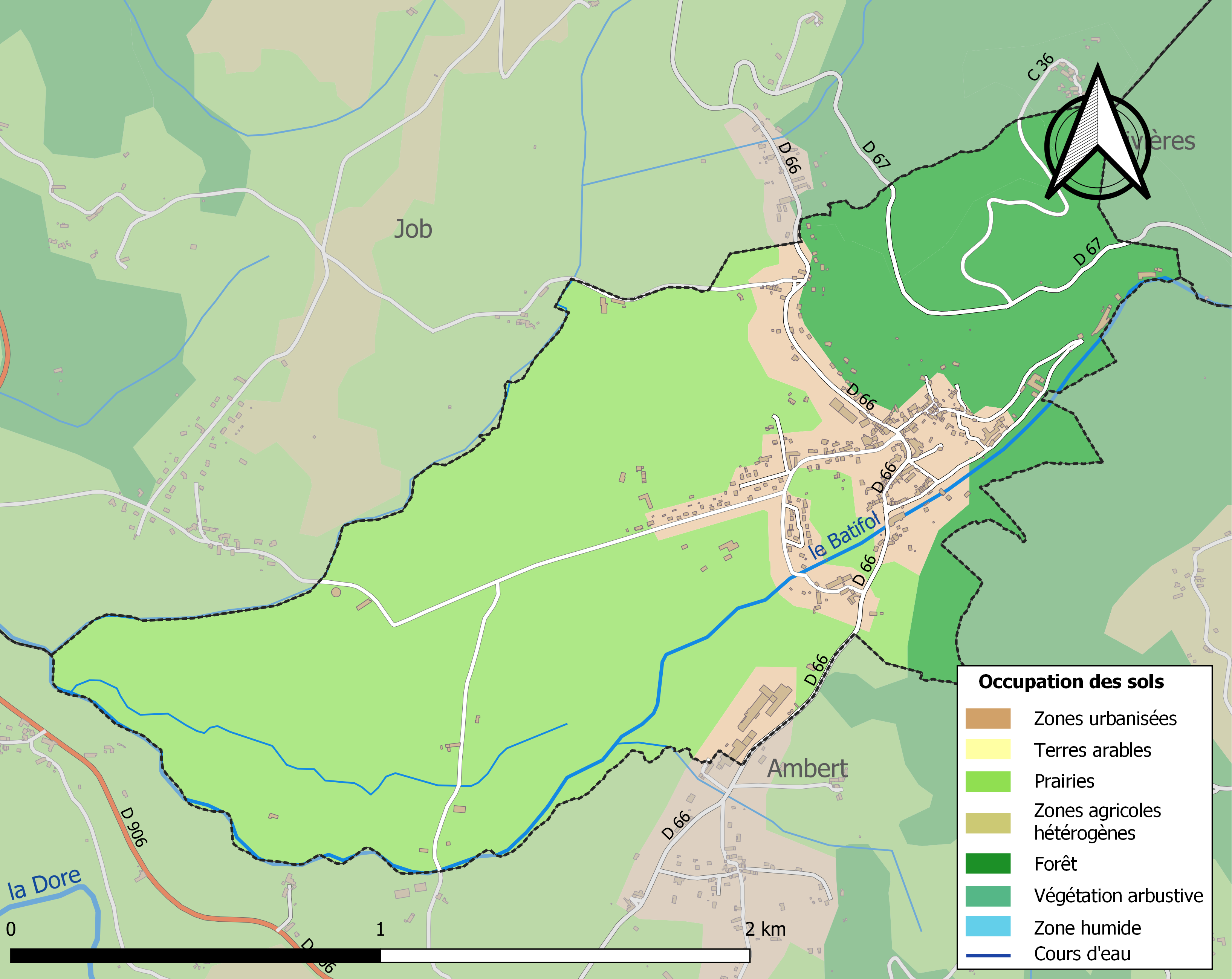
Carte des infrastructures et de l'occupation des sols de la commune en 2018 (CLC).

## Histoire
La Forie est une commune très jeune puisqu'elle fut créée en 1874. Elle est née du groupement de terres empruntées à ses trois communes limitrophes : Ambert, Job, Valcivières. Son nom vient de l'auvergnat faure, désignant généralement un forgeron mais également une fabrique, en raison de la forte présence de moulins à eau. Au XIVe siècle, la vallée du Batifol a attiré les papetiers qui voyaient dans sa force hydraulique et la pureté de son eau, le ruisseau idéal pour la fabrication du papier, activité florissante dans les environs. La commune comptait pas moins de 10 moulins dont certains sont encore bien conservés aujourd'hui.
Avec l'avènement de l'industrialisation du papier au XIXe siècle, les papeteries doivent trouver un nouveau secteur pour subsister. L'industrie de la tresse attirée encore une fois par le potentiel hydraulique du Batifol s'installe durablement dans la commune.
Aujourd'hui le village compte encore deux employeurs majoritaires :
- la société Berne qui produit des gaines et des tresses ;
- les Salaisons Bernard dont le saucisson est très réputé dans la région.

D'autres industries sont encore présentes dans la commune notamment sur les sites des anciens moulins papetiers.
Elle compte également de petits commerces tels que :
- l'auberge de La Forie en plein centre du bourg avec sa cuisine familiale ;
- une épicerie attenante à l'auberge fait également office de dépôt de pain et de poste.

## Politique et administration
| Période                                  | Période                    | Identité           | Étiquette | Qualité               |
| ---------------------------------------- | -------------------------- | ------------------ | --------- | --------------------- |
| Les données manquantes sont à compléter. |                            |                    |           |                       |
| 1945                                     | 1994                       | Lucien Dubourgnon  |           |                       |
| mars 2001                                | décembre 2004              | Jean Berne         |           | PDG d'entreprise      |
| décembre 2004                            | En cours (au 15 août 2020) | Alain Chantelauze, |           | Charpentier-Menuisier |

## Population et société

### Démographie
Les habitants de la commune sont appelés les Forians.
L'évolution du nombre d'habitants est connue à travers les recensements de la population effectués dans la commune depuis 1876. Pour les communes de moins de 10 000 habitants, une enquête de recensement portant sur toute la population est réalisée tous les cinq ans, les populations de référence des années intermédiaires étant quant à elles estimées par interpolation ou extrapolation. Pour la commune, le premier recensement exhaustif entrant dans le cadre du nouveau dispositif a été réalisé en 2006.

En 2022, la commune comptait 316 habitants, en évolution de −1,86 % par rapport à 2016 (Puy-de-Dôme : +2,1 %, France hors Mayotte : +2,11 %).
| 1876 | 1881 | 1886 | 1891 | 1896 | 1901 | 1906 | 1911 | 1921 |
| ---- | ---- | ---- | ---- | ---- | ---- | ---- | ---- | ---- |
| 499  | 534  | 482  | 440  | 421  | 546  | 450  | 470  | 423  |

| 1926 | 1931 | 1936 | 1946 | 1954 | 1962 | 1968 | 1975 | 1982 |
| ---- | ---- | ---- | ---- | ---- | ---- | ---- | ---- | ---- |
| 366  | 357  | 364  | 343  | 364  | 384  | 383  | 377  | 350  |

| 1990 | 1999 | 2006 | 2011 | 2016 | 2021 | 2022 | - | - |
| ---- | ---- | ---- | ---- | ---- | ---- | ---- | - | - |
| 396  | 372  | 351  | 324  | 322  | 317  | 316  | - | - |

## Culture locale et patrimoine

### Patrimoine naturel
- La commune de La Forie a longtemps été adhérente du parc naturel régional Livradois-Forez, mais n'a pas signé la charte 2010.

### Personnalités liées à la commune

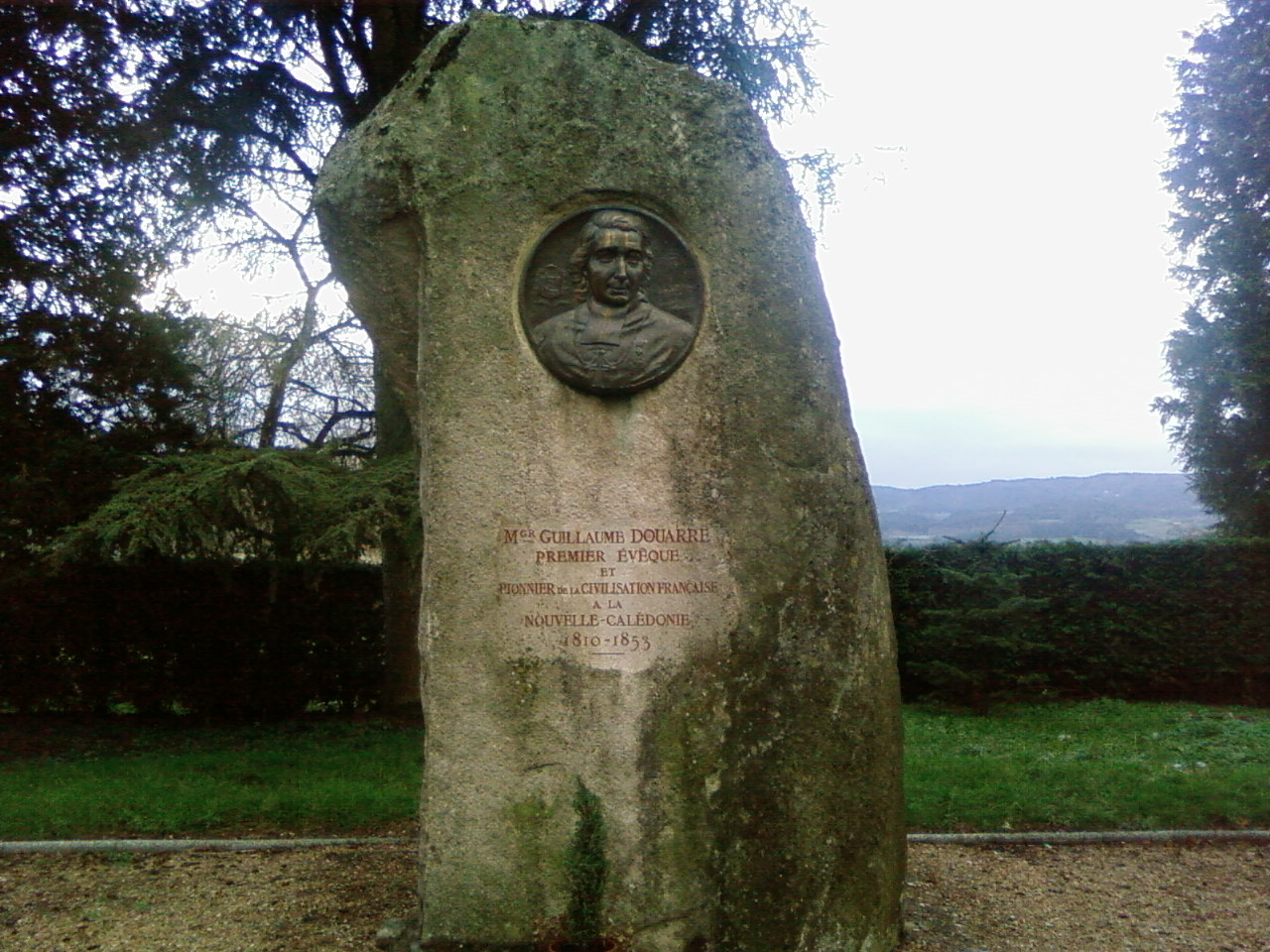
Monument à la mémoire de Guillaume Douarre

- Guillaume Douarre (1810-1853) : premier évêque de Nouvelle-Calédonie.
- « Jean Montgolfier parti en croisade en 1147 où il fut capturé par les Turcs. Il besogna trois ans à Damas dans un moulin à papier, puis réussit à s'enfuir avec deux compagnons, les sieurs Malmeinade et Falgairolles originaires d'Ambert. Ils regagnèrent les rives franques sur un bateau génois ; ils emportaient dans leurs bagages quelques échantillons de la charta damascena (feuille de papier en coton de Damas), et dans leurs têtes les secrets de sa fabrication. Ils achetèrent un vieux moulin à farine au bord du Batifol, au lieu-dit La Pangore à La Forie. Ils le convertirent en moulin à papier. Jean Montgolfier fit souche dans ce pays. Sa famille et ses descendants donnèrent leur nom à deux hameaux voisins : Cros-Montgolfier et Montgolfier tout court . » — Extrait de La Famille Montgolfier de Jean Anglade aux éditions Perrin. Mais tout cela est pure légende, car rien ne permet d'appuyer ces dires hautement fantaisistes (voir l'article Jean Montgolfier).